# Велики-Грджевац
Велики-Грджевац (хорв. Veliki Grđevac) — община в Хорватии в составе Беловарско-Билогорской жупании.
Расположена в центральной части страны у подножия цепи гор Билогора. Центр общины Велики-Грджевац находится близ национальной автодороги Бьеловар — Загреб.
Площадь в 16,484 га, население — 2849 жителей (2011), что составляет 2,38 % от общей численности населения Беловарско-Билогорской жупании или 0,07 % от общей численности населения Хорватии. Плотность населения общины Велики-Грджевац составляет 17 человек на км².
Среди национальных меньшинств:
- сербы — 5,90 %
- чехи — 4,74 %
- венгры — 2,25 %.
- другие этнические меньшинства представлены менее 1 %.

В состав общины входят села:
- Павловац (Pavlovac),
- Дражица (Dražica),
- Нижняя Ковачица (Donja Kovačica),
- Малая Писаница (Mala Pisanica),
- Верхняя Ковачица (Gornja Kovačica),
- Малый Грджевац (Mali Grđevac),
- Сибеник (Sibenik),
- Цремушина (Cremušina),
- Тополовица (Topolovica),
- Зринска (Zrinska).

Площадь общины на 44% покрыта лесами, имеется около 5600 га сельскохозяйственных угодий. Основной источник дохода — сельское хозяйство (производство мяса и молока). С двух компаний, занятых в переработке древесины, срубленных лесов Хорватии, через лесной Большой Grđevac, продается в качестве сырья.

## Персоналии
- Банья, Мария Бернадета — блаженная католической церкви.
- Мато Ловрак — хорватский писатель.
- Карой Кнезич — генерал, участник революции 1848–1849 гг.